# 卡拉切夫

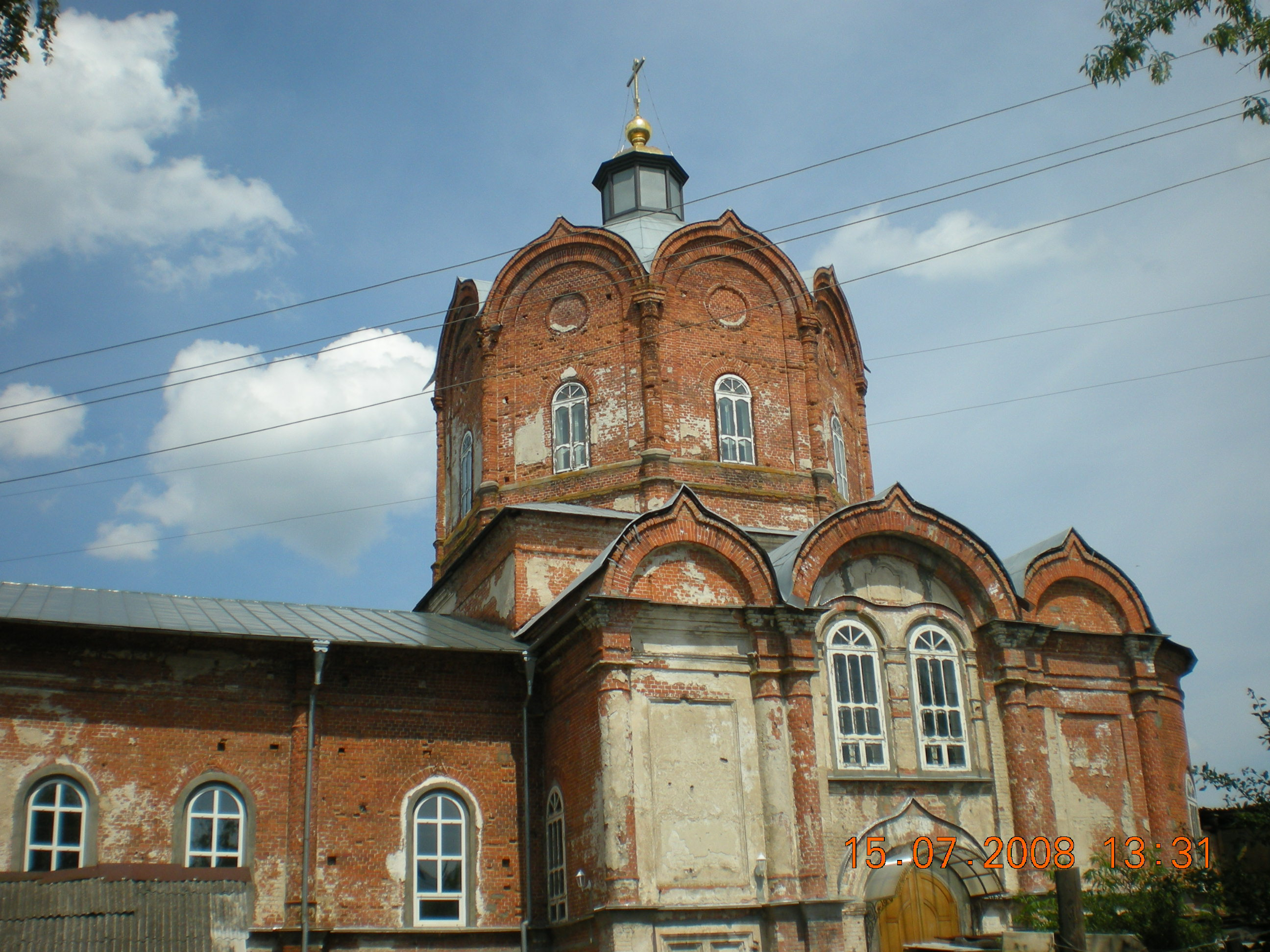
卡拉切夫的建築物

卡拉切夫（Карачев）是俄羅斯布良斯克州的一個古老城鎮，从1146年起有历史记载。卡拉切夫是俄羅斯布良斯克州東邊州界的重要門戶及鐵公路交通據點。其大部份古老建築在第二次世界大戰期間遭到摧毀。現代人口約有22,000人。